# Seka

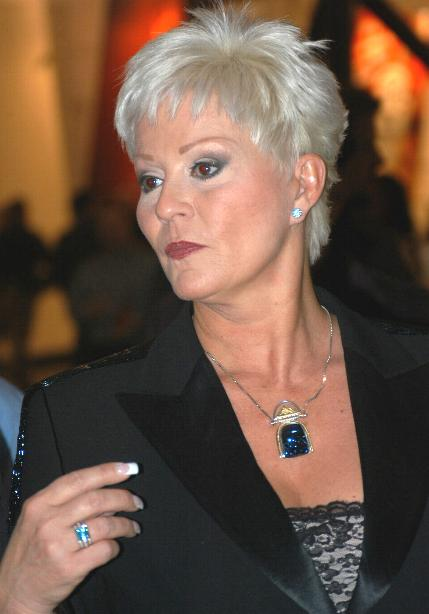
Seka em 2007

Seka, nome artístico de Dorothea Patton (Radford, Virgínia, 15 de abril de 1954) é uma das mais conhecidas atrizes de cinema pornográfico da história, tendo trabalhado em centenas de filmes do gênero entre 1974 e 1993.
Seu nome de batismo é Dorothy Hundley, e o pseudônimo "Seka" significa "garota meiga" em servo-croata. Outros apontam que o significado do nome é "símbolo" em algum dialeto africano.
Dorothiea "Dottie" Hundley assistiu high school em Hopewell, Virginia, onde, quando adolescente, ela ganhou vários concursos de beleza, incluindo "senhorita Hopewell High School" e "Senhorita Southside Virgínia". Sob a influência de Elvis olhar-um-como Ken Yontz, "seu controladora" e "obsessivo" segundo marido-to-be (ela tinha mantido o apelido de "Patton" do seu primeiro casamento), Dottie jovem correu várias livrarias adultas na década de 1970, até "o calor" tê-la forçado a fugir para Las Vegas.
Enquanto estava lá, ela posou para seu primeiro layout nu antes de eventualmente retornar à Virgínia. Esse layout trouxe atenção imediata Dorothiea juntamente com uma oferta para filmar seu primeiro curta-metragem em Baltimore, quando ainda era um adolescente. Após estas primeiras escapadas, Dorothiea e Ken mudou-se para Los Angeles, onde dedicou-se à busca de uma carreira na pornografia, inicialmente usando o nome doce Alice.

## Honrarias
- Hall da Fama da Adult Video News[3]
- Hall da Fama da X-Rated Critics Organization[4]

### Entrevistas
- Chiller Theatre por John Shercock
- FullOnClothing.com